# Beth Gibbons
Beth Gibbons (Exeter, 4 de janeiro de 1965) é uma cantora do Reino Unido. Conhecida por ser vocalista da banda de trip hop Portishead, também participou num projeto com Paul Webb intitulado Out of Season, lançado em 2002 na Inglaterra e 2003 nos Estados Unidos. Referido álbum recebeu certificado de prata pela British Phonographic Industry, em julho de 2013, pelo sucesso alcançado.
Em Dezembro de 2007, se juntou a mais 23 artistas para levantar a consciência da transmissão da AIDS em crianças recém-nascidas na África. Em 2014, faz um concerto com a Orquestra Sinfónica da Rádio Nacional Polaca interpretando a Sinfonia n.º 3 (Górecki).
Em 2019, alcançou a primeira posição na categoria álbum de artista clássico da semana pela Official Charts do Reino Unido.

## Discografia

### Portishead
- Dummy (1994)[4]
- Portishead (1997)[4]
- Roseland NYC Live (1998, ao vivo)[4]
- Third (2008)[4]

### Solo
- Out of Season (2002, com Paul Webb)[4][2]
- Henryk Górecki: Symphony No. 3 (Symphony of Sorrowful Songs) (2019)
- Lives Outgrown (2024)

### Participações
- "Orang" no álbum Herd of Instinct de .O.rang (1994)
- "Jalap" no álbum Fields and Waves também de .O.rang (1996)
- "Lonely Carousel" no álbum Cinema de Rodrigo Leão (2004)[4]
- "Strange Melody" no álbum Rendez-Vous de Jane Birkin (2004)
- "Killing Time" no álbum Mind, Body & Soul de Joss Stone  (2004)
- "Stranger in This Land" no álbum Fried de Fried
- "Sing" com Annie Lennox do Songs of Mass Destruction (2007)
- "Mother I Sober" no álbum Mr. Morale & the Big Steppers de Kendrick Lamar  (2022)